# Hinter der Mauer 9 (Quedlinburg)

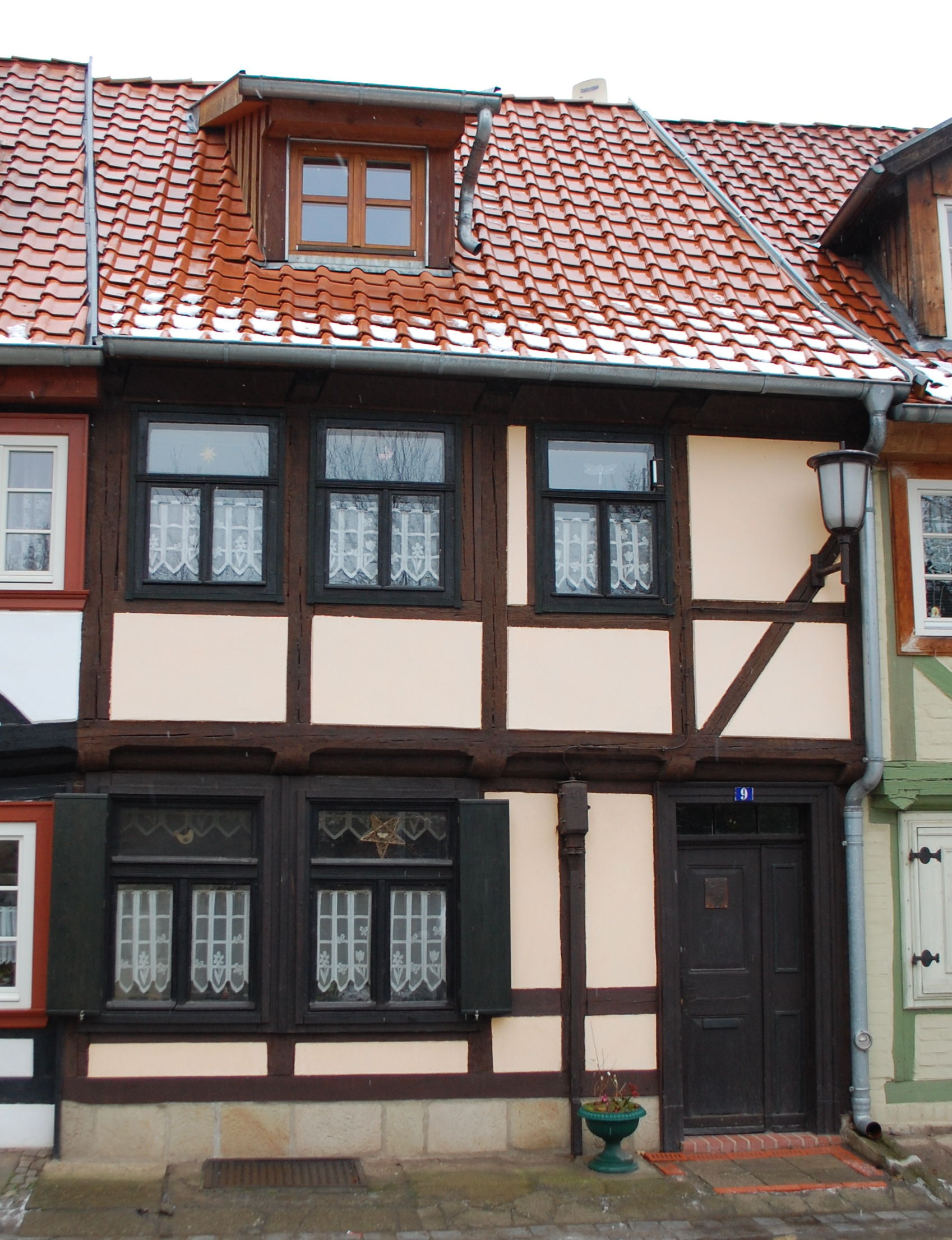
Hinter der Mauer 9

Das Haus Hinter der Mauer 9 ist ein denkmalgeschütztes Gebäude in der Stadt Quedlinburg in Sachsen-Anhalt.

## Lage
Es befindet sich im östlichen Teil der historischen Quedlinburger Neustadt und gehört zum UNESCO-Weltkulturerbe. Südlich grenzt das gleichfalls denkmalgeschützte Haus Hinter der Mauer 8, nördlich das Haus Hinter der Mauer 10 an. Auf der gegenüberliegenden Straßenseite steht die zur historischen Quedlinburger Stadtbefestigung gehörende Stadtmauer.

## Architektur und Geschichte
Das kleine zweigeschossige Fachwerkhaus entstand um 1720 und gilt als Zeugnis der Wohnsituation ärmerer Bevölkerungsschichten. Das Fachwerk ist kaum verziert. Es finden sich jedoch gerundete Füllhölzer und Balkenköpfe sowie eine breite Fasung. Im Quedlinburger Denkmalverzeichnis ist das Haus als Wohnhaus eingetragen. Es entstand wohl gemeinsam mit den benachbarten Häusern 6, 7 und 9.
Die Haustür des Gebäudes entstand um 1850.